# Ombudsjan
Ombudsjan was een rechtstreeks, interactief consumentenprogramma dat van 7 december 2000 tot 27 mei 2004 op de Vlaamse openbare zender TV1 uitgezonden werd.
Presentatoren Jan Van Rompaey en Lies Martens behandelden elke week klachten en problemen van burgers die zich onrecht aangedaan voelden. Gedupeerden kwamen in de studio hun verhaal vertellen, waarna ook de tegenpartij en experten aan het woord kwamen. Zo was onder anderen advocaat Jef Vermassen regelmatig te gast.
Verder was er ook een telefooncentrale waar kijkers tijdens de uitzending met vragen en opmerkingen terecht konden. In de rubriek "Kafka" werden absurde situaties op een ludieke manier nagespeeld.
Ombudsjan was het laatste programma dat Jan Van Rompaey presenteerde op de openbare omroep. In aanloop naar zijn pensionering verdween het programma op 27 mei 2004 van het scherm en ging Lies Martens alleen verder in het nieuwe consumentenprogramma Klant of koning?.

## Afleveringen
- Seizoen 1: 7 december 2000 - 1 maart 2001
- Seizoen 2: 6 september 2001 - 30 mei 2002
- Seizoen 3: 10 oktober 2002 - 29 mei 2003
- Seizoen 4: 4 september 2003 - 27 mei 2004